# Meg Greenfield
Meg Greenfield (ur. 27 grudnia 1930 w Seattle, zm. 13 maja 1999), dziennikarka „The Washington Post  i „Newsweeka”.
Była bardzo bliską znajomą Katharine Graham – wydawcy i właścicielki dziennika „Washington Post”. W 1978 zdobyła Nagrodę Pulitzera w kategorii dziennikarstwa („editorial writing”). Nigdy nie wyszła za mąż. Zmarła na raka w wieku 68 lat.